# Му-Му (альбом)
«Му-Му» — третий студийный и шестой в общей хронологии альбом группы «Тайм-Аут».
Издан в 1996 году на студии «PolyGram Russia». Записан на студии «Лига».

## Список композиций
| №   | Название                                                              | Длительность |
| --- | --------------------------------------------------------------------- | ------------ |
| 1.  | «Песня про ежа» (А. Минаев)                                           | 3:24         |
| 2.  | «Песня про яму» (П. Молчанов, А. Минаев / А. Минаев)                  | 3:57         |
| 3.  | «Про лысых» (П. Молчанов)                                             | 3:40         |
| 4.  | «Саша, я хочу стать космонавтом» (А. Минаев / В. Белобров, А. Минаев) | 4:16         |
| 5.  | «Плюц про цацета» (П. Молчанов / В. П. Рапитура)                      | 5:05         |
| 6.  | «Коммерческий вальс» (П. Молчанов)                                    | 3:54         |
| 7.  | «Кантри» (П. Молчанов)                                                | 3:11         |
| 8.  | «Голос» (П. Молчанов)                                                 | 4:22         |
| 9.  | «Романс» (П. Молчанов / Н. Демьянов)                                  | 2:22         |
| 10. | «Монгольское море» (А. Минаев)                                        | 4:01         |
| 11. | «Самолет» (П. Молчанов, В. Денисов)                                   | 2:42         |
| 12. | «Дуся» (А. Минаев)                                                    | 3:12         |
| 13. | «Повесть о деревянном человеке» (П. Молчанов)                         | 3:08         |
| 14. | «Споемте, друзья» (А. Минаев / В. Белобров, А. Минаев)                | 4:10         |

## Состав
Приводится дословное цитирование с буклета альбома.
- Александр Минаев (Акакий Назарыч Зирнбирнштейн) — продюсер, вокал, художественное руководство, бас-гитара «Russtone Bass Special For Minayeff», гитара «Gibson»;
- Павел Молчанов (Торвлобнор Петрович Пуздой) — вокал, рояль, клавиши на электроприводе, виолончлен, сделанный на заводе им. 50-летия Построения пути социализма, скрипка «Cremona» 1617 года (в «Романсе»), губные гармошки, акустические и электрогитары, жёлтая пластмассовая флейточка;
- Сергей Степанов (Гагей Гагеич Сикорский-Конченый) — гитары «Hohner» 1957 года, «Hohner Gold» 1990 года, «Gibson Les Paul» 1974 года, «Ibanez 650 Roadstar»;
- Андрей Родин (Архимандрей Кислородин) — барабаны, тамбурины и колотушки «Sonor»;
- Роберт Редникин (Мольберт Ред-Ни-Кинг) — звук и отключение телефонов;
- Роман Шалуновский — камера и видеоклипы, когда трезв, и общее мешание процессу всегда;
- Дмитрий Петрыкин, Сергей Мантров, Алексей Дементьев (студия «Лига») — режиссёры записи и микса;
- Александр Медведев — мастеринг;
- Эркин Тузмухамедов (Хоттаб Петрович Эркинтуз) — пиво и подпевки, директор, исполнительный продюсер.

## Дополнительные сведения
- Композиция «Коммерческий вальс» вошла в саундтрек к фильму Романа Качанова «ДМБ».